# نيكلاس باركر
نيكلاس باركر هو موسيقي سويدي، ولد في 9 يوليو 1969.

## وصلات خارجية
- نيكلاس باركر على موقع IMDb (الإنجليزية)
- نيكلاس باركر على موقع ميوزك برينز (الإنجليزية)
- نيكلاس باركر على موقع أول ميوزيك (الإنجليزية)
- نيكلاس باركر على موقع ديسكوغز (الإنجليزية)